# Apache Superset
Apache Supersetは、ペタバイト規模のビッグデータを処理可能なデータ探索およびデータ可視化のためのオープンソースアプリケーションである。
このアプリケーションは、Airbnbの従業員Maxime Beauchemin（Apache Airflowの開発者でもある）によってハッカソンプロジェクトとして開始され、2017年にApacheインキュベータプログラムに参加した。開発には、Airbnbに加え、LyftやDropboxなどの他の主要なテクノロジー企業も貢献した。2021年にSupersetはインキュベータープログラムを卒業し、Apacheソフトウェア財団のトップレベルプロジェクトに移行した。 

## 主な機能
- ダッシュボードの作成
- 多様な認証機能（OpenID、LDAP、OAuthなど）
- Apache ECharts[4]との統合
- 軽量なセマンティックレイヤー
- 可視化プラグインへの対応
- 一般的なSQLデータベースのほぼ全てに対応

## マネージドサービス
開発者であるMaxime Beaucheminの企業Presetによる、Supersetのマネージドサービスが提供されている（SaaS）。